# صموئيل فينلي براون مورس
صموئيل فينلي براون مورس (بالإنجليزية: Samuel Finley Brown Morse)‏ هو عالم بيئة وشخصية أعمال أمريكي، ولد في 18 يوليو 1885 في نيوتن في الولايات المتحدة، وتوفي في 10 مايو 1969 في Pebble Beach, California ‏ في الولايات المتحدة.